# Šumarda
Šumarda je priimek več znanih Slovencev:
- Radoš Šumarda (*1951), geodet
- Vinko Šumarda (*1916), partizan, politik in pesnik